# Norrménska huset

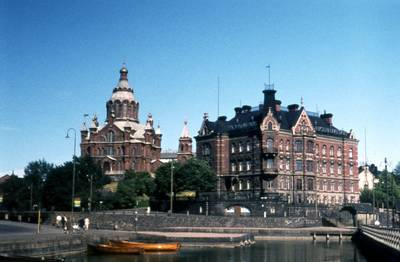
Uspenskijkatedralen och Norrménska huset, 1959

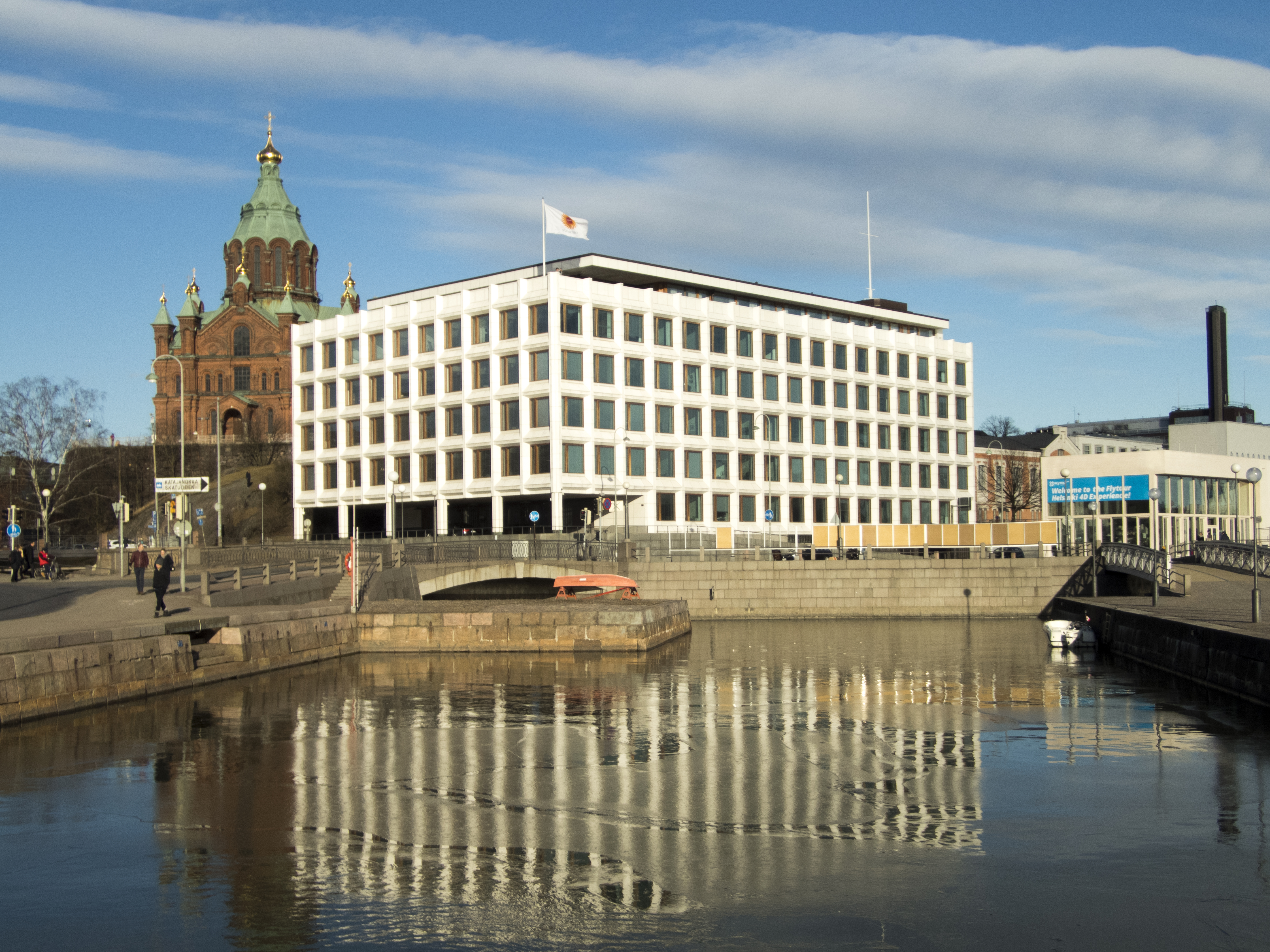
Uspenskijkatedralen och Stora Ensos huvudkontor, 2017

Norrménska huset, också känt som Norrménska palatset eller slottet, var en byggnad i nyrenässans på Skatudden i Helsingfors i Finland, som färdigställdes 1897 och revs 1960, för att bereda plats åt ett nytt huvudkontor för Enso-Gutzeit. Det låg snett mitt emot Uspenskijkatedralen, vid Skatuddens kanal, med Salutorget, Högvakten, Presidentens slott, tidigare kejserligt residens, som nära grannar.  Det ritades av Theodor Höijer på beställning av bankiren Alfred Norrmén.

## Historik
Huset ritades av arkitekten Theodor Höijer åt ordföranden för Helsingfors stads stadsfullmäktige tillika bankdirektören Alfred Norrmén (1858–1942) vid Finska föreningsbanken. Han beställde ritningarna 1896. Det nya fyrvåningshuset byggdes i en snabb takt och stod klart redan 1897. De tre översta våningarna upptogs av tre spatiösa, högklassiga bostadslägenheter. Bottenvåningens mindre bostäder var avsedda främst för tjänstefolket. Alfred Norrmén bodde i huset fram till sin död 1942.
Under andra världskriget övertog en tysk militärkommendantur byggnaden. Den ryska Kontrollkommissionen hade lokaler i huset mellan åren 1945–1947. Nästa verksamhet i huset blev Statens Metallfabriker, som grundats för att som en av flera aktörer klara av Finlands krigsskadestånd till Sovjetunionen. Statens Metallfabriker hade sitt huvudkontor i byggnaden fram till år 1955. Norrménska huset hade sålunda en väsentlig politisk betydelse under flera års tid. Nästa verksamhet i huset var speditionsfirman Huolintakeskus Ab.

### Rivning och nybyggnation
Norrménska huset revs 1960. Enso-Gutzeit byggde på samma plats sitt huvudkontor, en modern byggnad i vit marmor, ritad av Alvar Aalto. Den blev klar 1962.

Rivningen av Norrménska huset bemöttes med stark kritik. Alvar Aaltos hus, i folkmunnen kallad "sockerbiten", ansågs av många  opassande i frontläget vid Skatudden. Protesterna har gått så långt, att det talats om att riva Aaltos hus och istället bygga en kopia av Norrméns hus, men Stora Ensos huvudkontor minnesmärktes 2010.
Stora Enso tecknade år 2008 avtal med det tyska företaget Deka Immobilien GmbH om försäljning av byggnaden för cirka 30 miljoner euro. De stannar kvar i huset som hyresgäster under en tid, för att senare flytta huvudkontoret till en annan fastighet i Helsingfors. Den 1 november 2019 offentliggjorde Stora Enso sin plan att flytta huvudkontoret till en ny kontorsbyggnad i trä, som är projekterad att byggas på Skatuddskajen 4, ett stenkast från det nuvarande huvudkontoret, och bli klar 2023.

## Bildgalleri

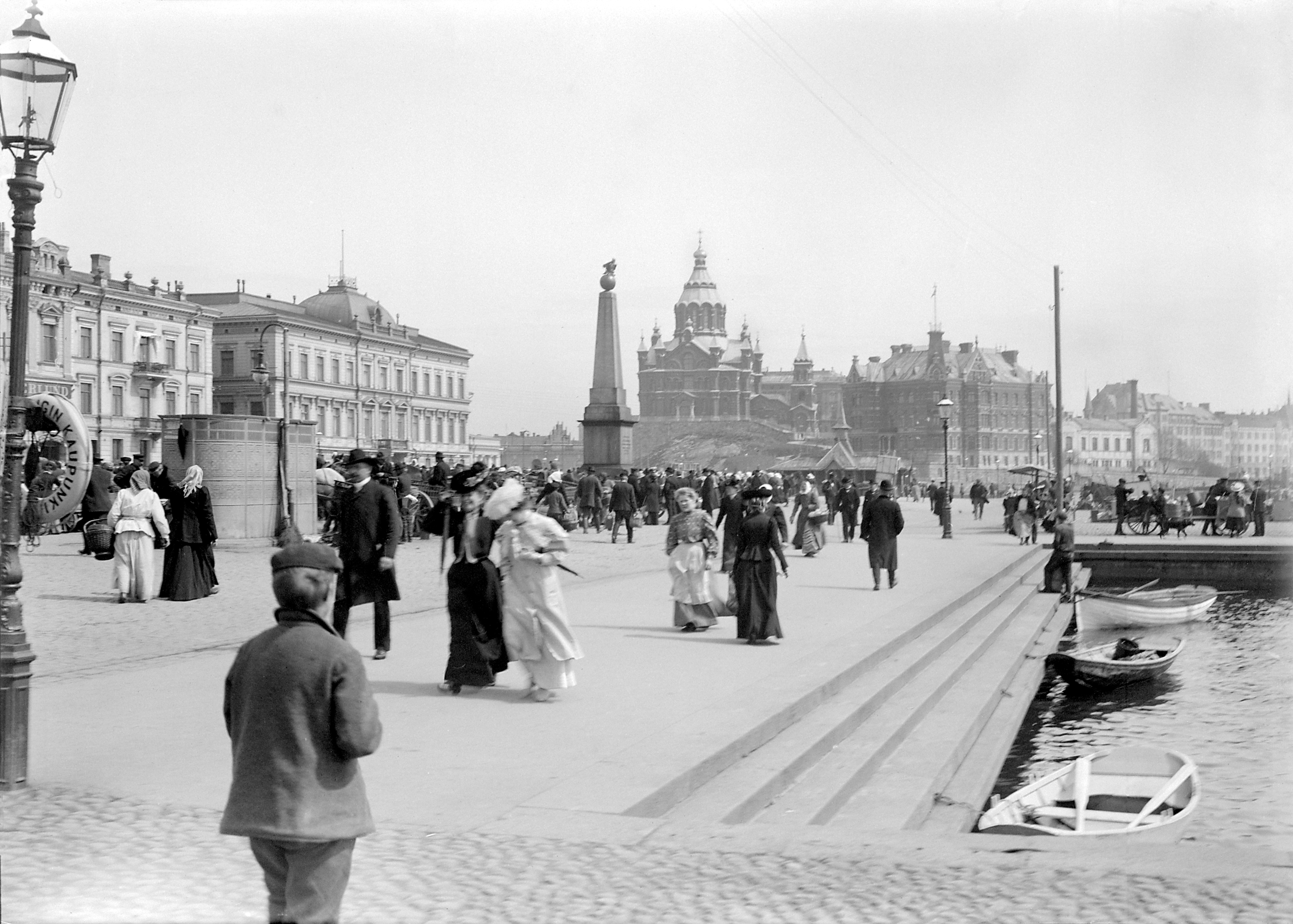
Salutorget, med Norrménska huset i fonden
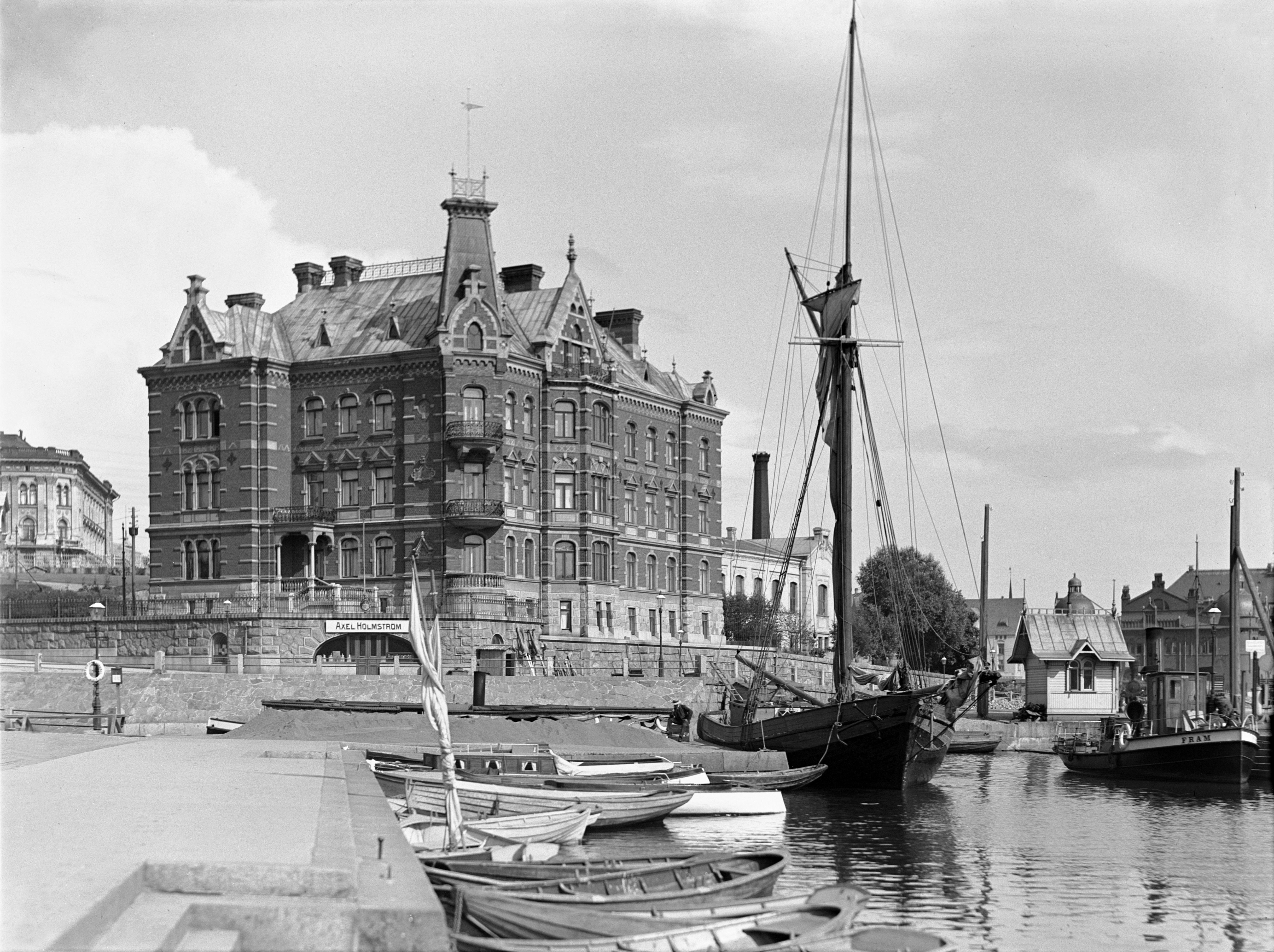
Norrménska huset, 1908
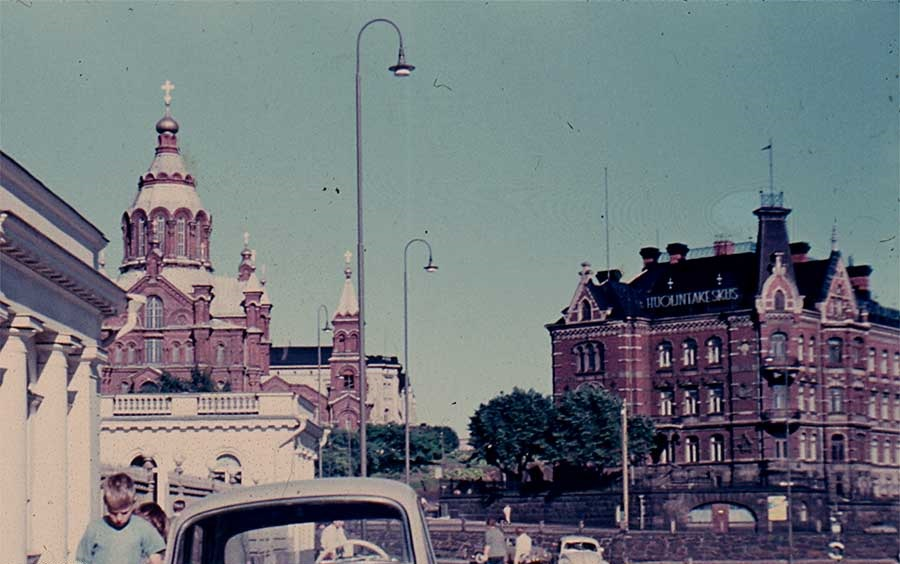
Till höger Norrménska huset, med speditionsfirman Huolintakeskus skylt på taket